# Chrysochraon
Chrysochraon är ett släkte av insekter som beskrevs av Fischer 1853. Chrysochraon ingår i familjen gräshoppor.
Kladogram enligt Catalogue of Life och Dyntaxa:
| Chrysochraon | \| \| Chrysochraon amurensis \| \| \| \| \| \| Chrysochraon beybienkoi \| \| \| \| \| \| guldgräshoppa \| \| \| \| |
|              | \| \| Chrysochraon amurensis \| \| \| \| \| \| Chrysochraon beybienkoi \| \| \| \| \| \| guldgräshoppa \| \| \| \| |
|              | Chrysochraon amurensis                                                                                             |
|              | |
|              | Chrysochraon beybienkoi                                                                                            |
|              | |
|              | guldgräshoppa |
|              | |

## Bildgalleri

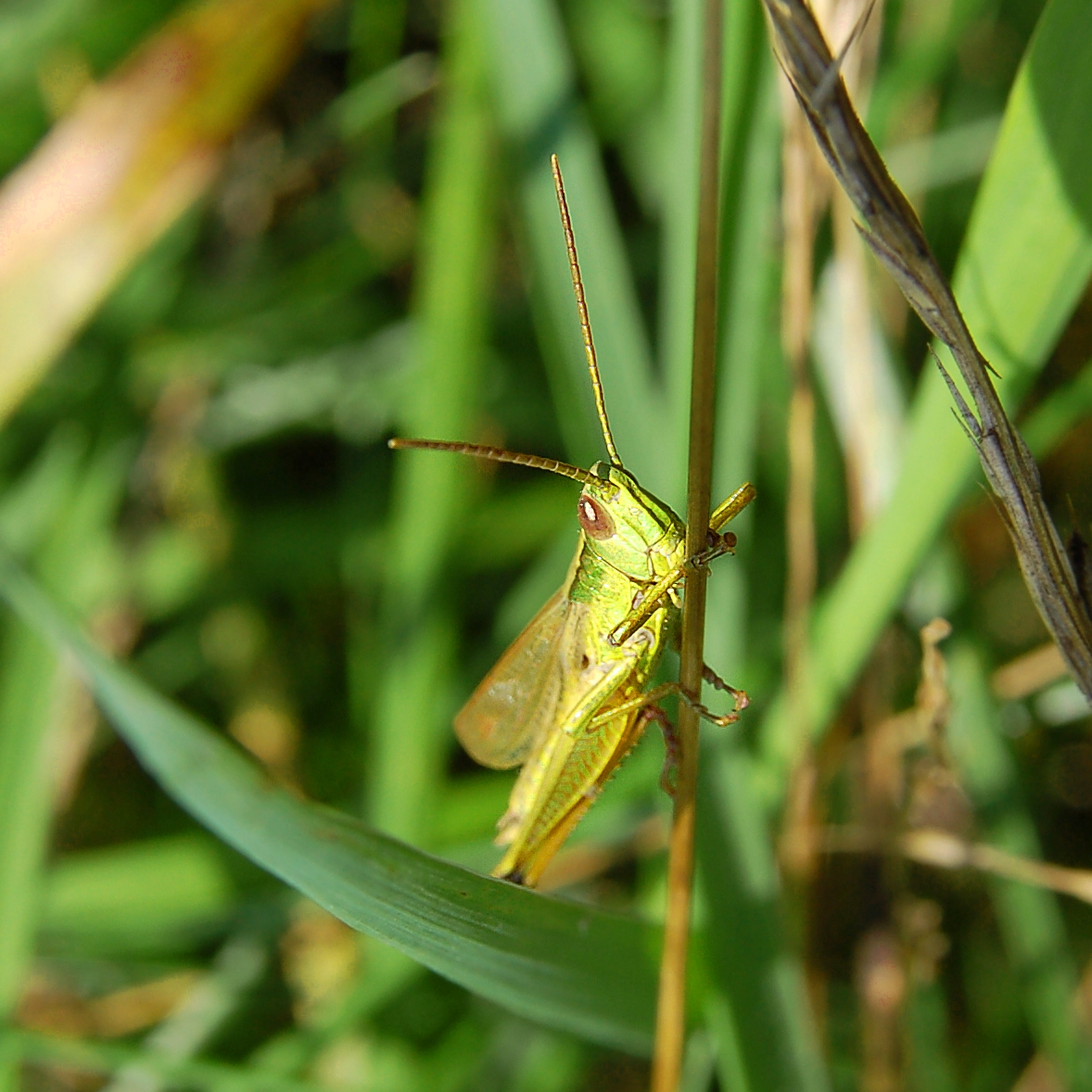
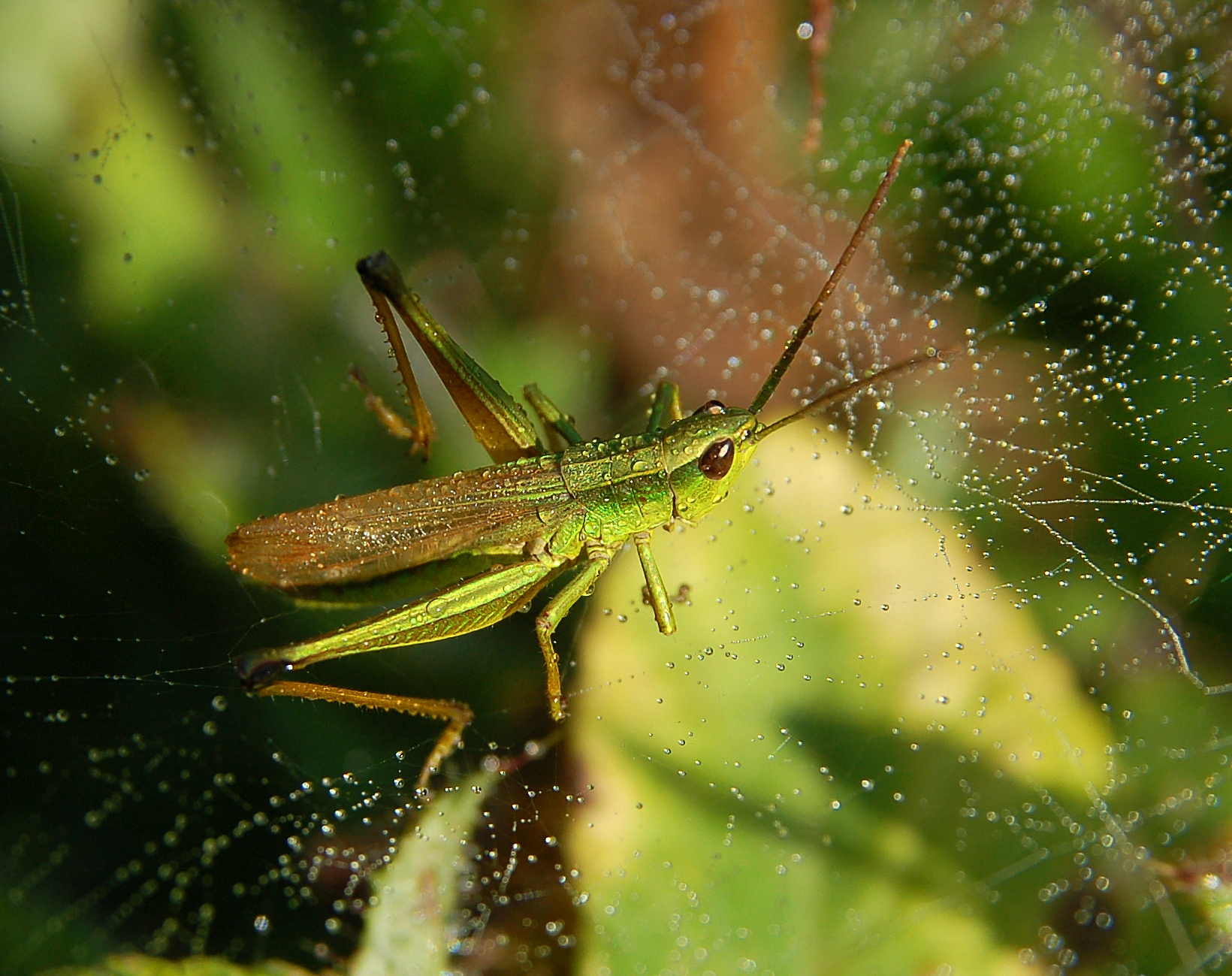
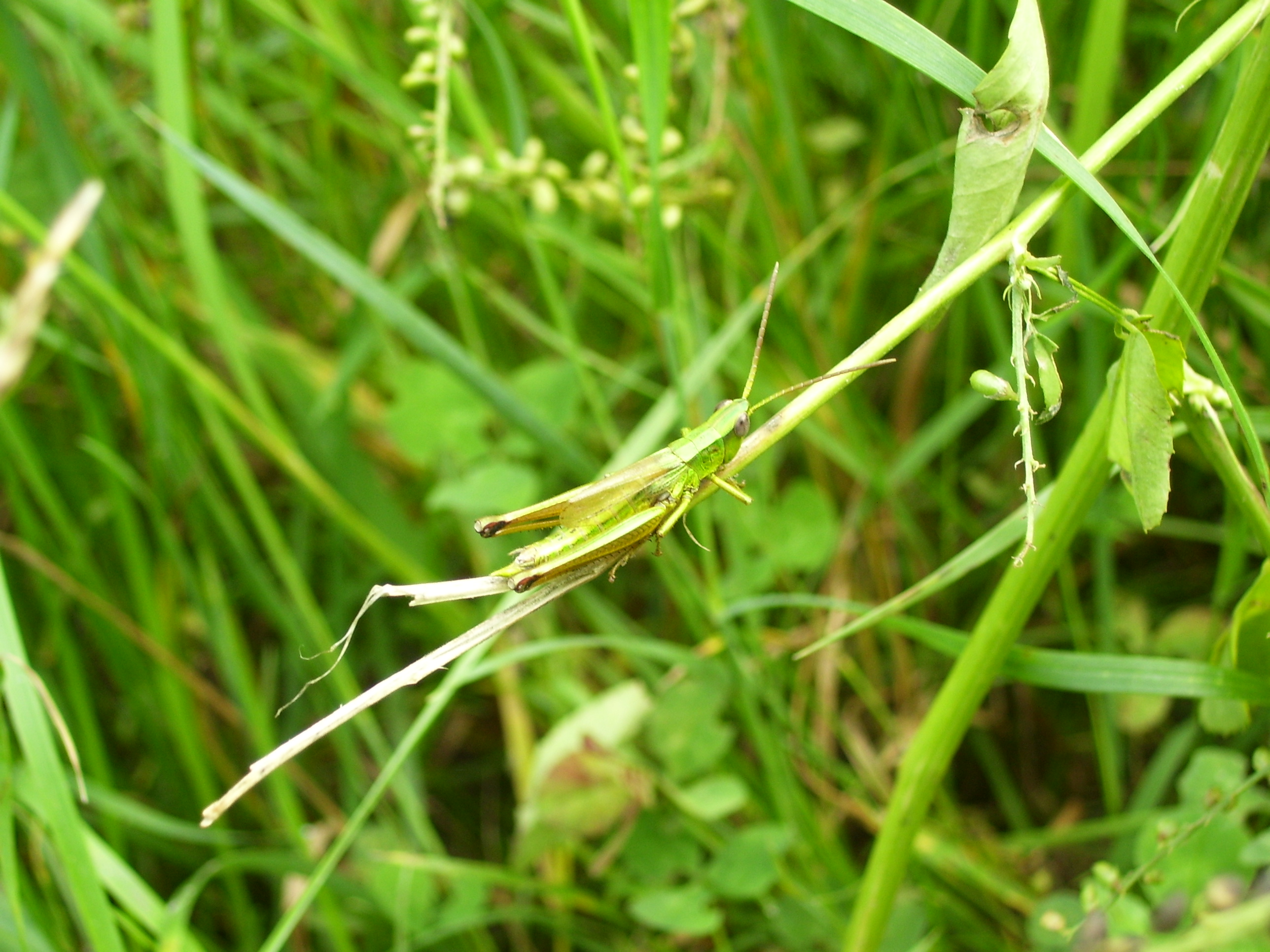
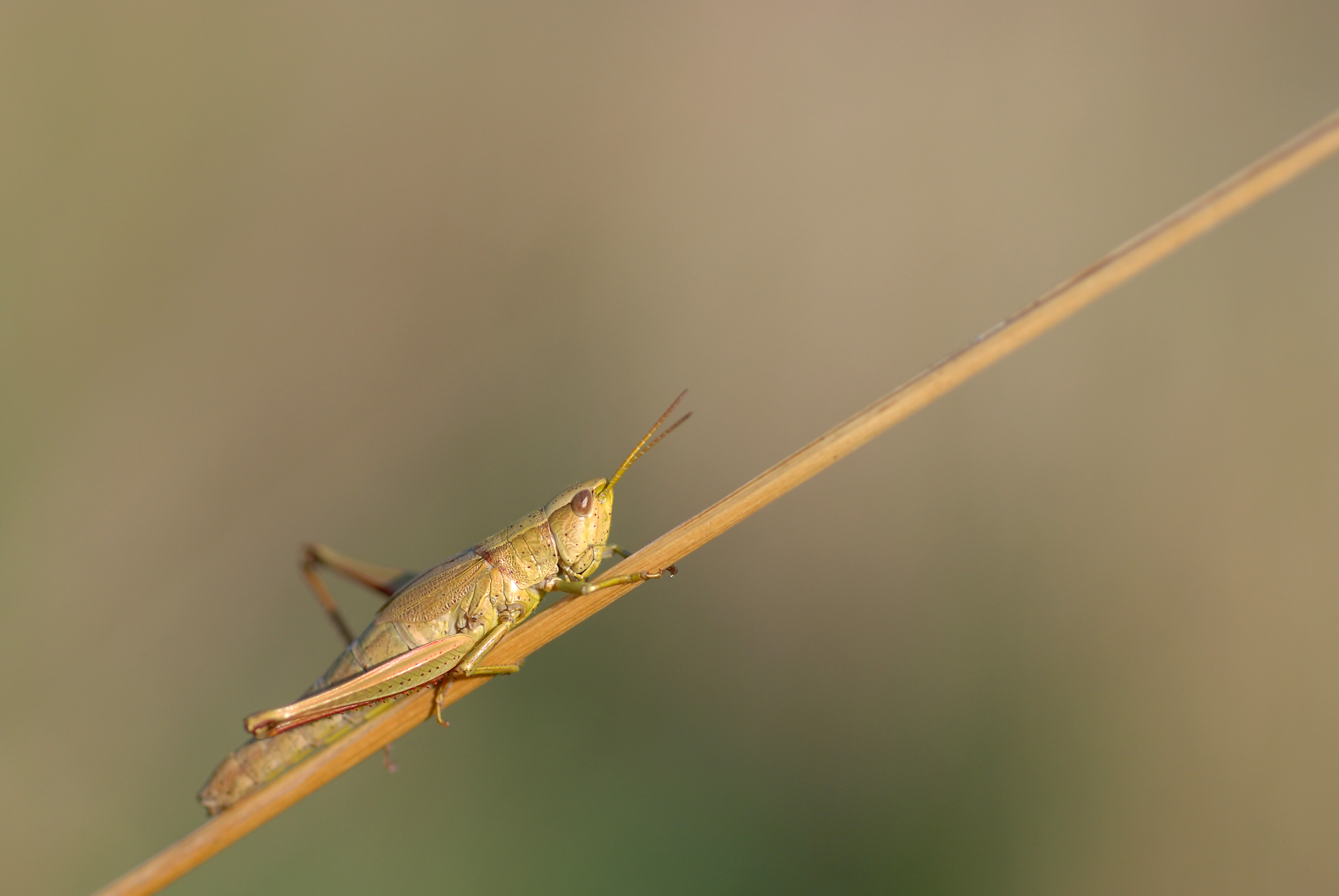
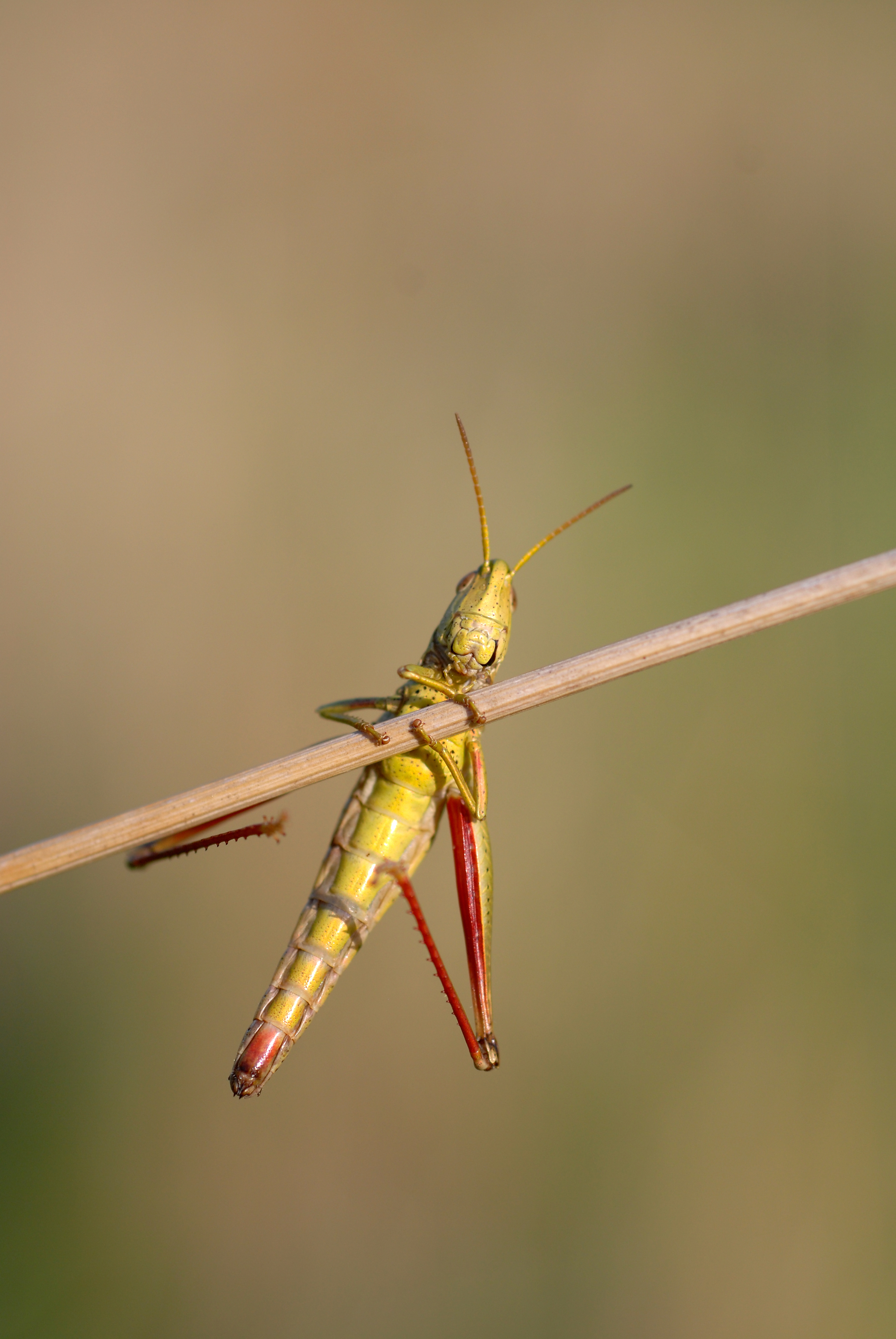
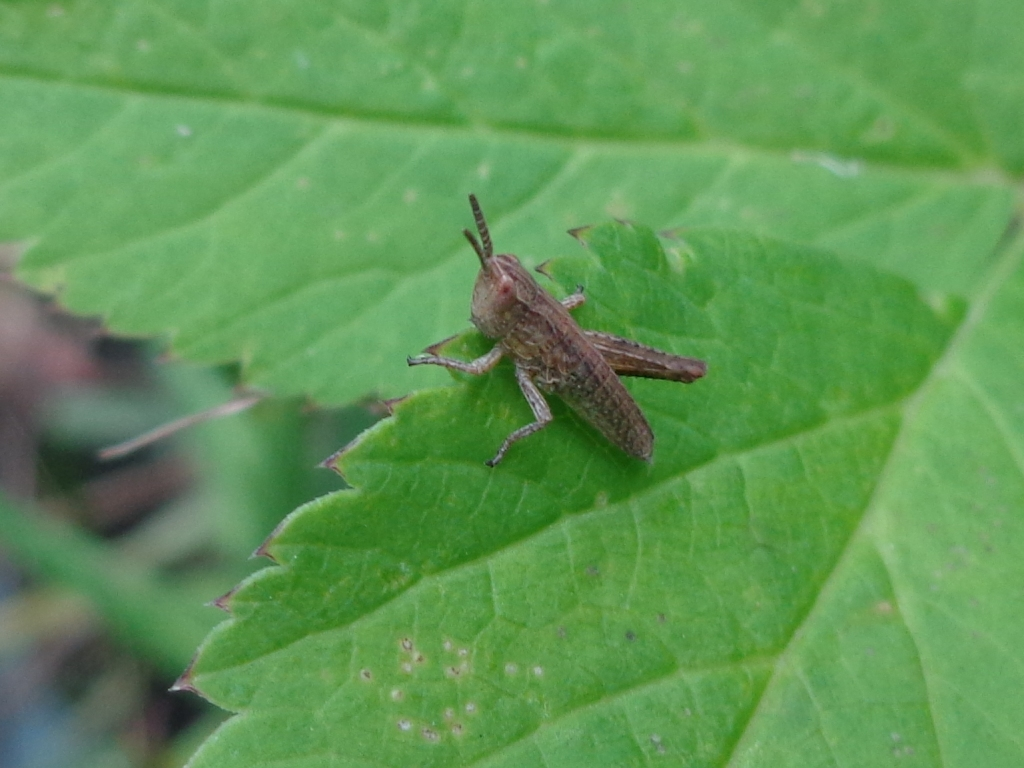